# Chaîne United States
La chaîne United States est une chaîne de montagnes du Nunavut située au nord-est de l'île d'Ellesmere. Elle fait partie de la cordillère Arctique et elle est l'une des chaînes de montagnes les plus septentrionales du monde ; elle est seulement surpassée par les monts Challenger, qui sont situés au nord-ouest. Son plus haut sommet est le mont Eugène (1 850 m). Elle se poursuit au sud-ouest par la chaîne British Empire. Elle est située en partie dans le parc national Quttinirpaaq.
La chaîne a été nommée par l'explorateur américain Isaac Israel Hayes d'après son navire.